# Maurice J. E. Brown
Maurice John Edwin Brown (* 3. August 1906 in London; † 27. August 1975 in Marlborough, Wiltshire) war ein britischer Musikwissenschaftler.

## Leben
Brown studierte 1927 bis 1929 an der Universität London Physik und Musik. 1945 bis 1966 stand er der wissenschaftlichen Fakultät der Marlborough Royal Free Grammar School vor, einem Gymnasium in Marlborough in der Grafschaft Wiltshire.
Er machte sich insbesondere mit seinen Arbeiten über Franz Schubert einen Namen, die in mehreren Auflagen erschienen, teilweise auch in deutschen Übersetzungen. Sein Buch Schubert: A Critical Biography (1958) war viele Jahre ein Standard-Werk der Schubert-Forschung. Erwähnenswert ist daneben sein Verzeichnis der Werke von Frédéric Chopin. Gegen Ende seines Lebens litt er an verschiedenen Krankheiten, die seine Forschungen beeinträchtigten. Er starb an einem Herzschlag. Ein geplantes Buch über Schuberts Opern blieb unvollendet.
Browns umfangreicher Nachlass enthält u. a. 750 Briefe des Schubert-Forschers Otto Erich Deutsch, mit dem er eng befreundet war. Er befindet sich im Schubert Institute Research Centre (SIRC) der University of Leeds.

## Bücher
- Schubert’s Variations, London: Macmillan 1954
- Schubert: A Critical Biography, London: Macmillan, New York: St. Martin’s Press, 1958 – deutsche Übersetzung von Gerd Sievers unter dem Titel Schubert, eine kritische Biographie, Wiesbaden: Breitkopf & Härtel 1969
- Essays On Schubert, London: Macmillan 1966
- Schubert Symphonies, London: British Broadcasting Corporation 1970 (= BBC Music Guides)
- Chopin: An Index of His Works in Chronological Order, 2. Aufl., London: Macmillan 1972
- Schubert Songs, London: British Broadcasting Corporation 1977 (= BBC Music Guides)

## Aufsätze (Auswahl)
- Schubert’s “Trauerwalzer”, in: Monthly Musical Record, Jg. 90 (1960), S. 124–130
- Eine unbekannte Schubert-Handschrift, in: Neue Zeitschrift für Musik, Band 124 (1963), S. 92–94
- Schubert: Three Dance-Music Manuscripts, in: Festschrift Otto Erich Deutsch zum 80. Geburtstag am 5. September 1963, hrsg. von Walter Gerstenberg, Jan LaRue und Wolfgang Rehm, Kassel: Bärenreiter 1963, S. 226–231